# Encholirium biflorum
Encholirium biflorum är en gräsväxtart som först beskrevs av Carl Christian Mez, och fick sitt nu gällande namn av Rafaela Campostrini Forzza. Encholirium biflorum ingår i släktet Encholirium och familjen Bromeliaceae. Inga underarter finns listade i Catalogue of Life.